# Султанов, Фарадж-бек
Фарадж-бек Султанов (азерб. Fərəc bəy Sultanov, 1860—1914) — азербайджанский педагог.

## Биография
Родился в 1860 году в селе Сарачик Шушинского района. Получив первое образование у муллы, учился в аварийной школе. Окончил Горийскую учительскую семинарию и Тбилисский Александровский педагогический институт.
В 1887—1888 годах работал помощником учителя естественных наук Нахчыванской городской школы. До того, как он начал работать первым азербайджанским учителем естествознания в Нахчыванской аварийной школе, биография Фарадж-бея включала полицейские преследования и заключение в крепости Метекс, которая впоследствии стала постоянным «местом регистрации» противников царизма. Некоторые источники утверждают, что Фарадж-бек Султанов работал в Нахчыване в 1881—1889 годах. Фарадж-бек переехал в Тифлис в 1890 году, работал сначала в канцелярии, одновременно в шиитской школе, затем до конца жизни работал в Закавказском железнодорожном управлении. Фарадж-бек, познакомившийся с идеями национализма ещё в студенческие годы, участвовал в революционном движении с 1880 года. С тех пор являлся членом Социал-демократической рабочей ассоциации. В 1897—1903 годах работал членом Российской социал-демократической рабочей партии. Сделал себе имя как один из активных членов Народного объединения Тбилиси.
Имел сына, Адхама Султанова, прославившегося как театральный художник.
Умер в 1914 году.